# Luddfingerört
Luddfingerört (Potentilla heptaphylla) är en växtart i familjen Rosväxter.